# Castanii comestibili de la Buia
Castanii comestibili de la Buia este o arie protejată (sit de importanță comunitară — SCI) din România, desemnată în scopul protejării biodiversității și menținerii într-o stare de conservare favorabilă a florei spontane și faunei sălbatice, precum și a habitatelor naturale de interes comunitar aflate în arealul zonei de protecție. Aceasta se întinde pe o suprafață de 7,2 ha, integral pe uscat.

## Localizare
Situl Castanii comestibili de la Buia se întinde pe teritoriul administrativ al comunei Șeica Mare din Județul Sibiu. Centrul acestuia este situat la coordonatele 45°59′38″N 24°16′45″E / 45.99385°N 24.27903°E.

## Înființare
Situl Castanii comestibili de la Buia (ROSCI0312) a fost declarat sit de importanță comunitară în ianuarie 2016 pentru a proteja un număr necunoscut de specii din flora spontană și fauna sălbatică aflate în arealul zonei.

## Biodiversitate
Situată în ecoregiunea continentală, aria protejată conține 1 habitat natural: Păduri de Castanea sativa.
La baza desemnării sitului se află un număr nedeclarat de specii protejate.